# Alto Taquari (microregio)
Alto Taquari is een van de elf microregio's van de Braziliaanse deelstaat Mato Grosso do Sul. Zij ligt in de mesoregio Centro-Norte de Mato Grosso do Sul en grenst aan de deelstaat Mato Grosso in het noorden, de mesoregio Leste de Mato Grosso do Sul in het oosten en zuidoosten, de microregio Campo Grande in het zuiden en de mesoregio Pantanal Sul Mato-Grossense in het zuidwesten en westen. De microregio heeft een oppervlakte van ca. 41.313 km². Midden 2004 werd het inwoneraantal geschat op 111.043.
Zeven gemeenten behoren tot deze microregio:
- Alcinópolis
- Camapuã
- Coxim
- Pedro Gomes
- Rio Verde de Mato Grosso
- São Gabriel do Oeste
- Sonora

Mesoregio's: Centro-Norte de Mato Grosso do Sul · Leste de Mato Grosso do Sul · Pantanal Sul Mato-Grossense · Sudoeste de Mato Grosso do Sul

Microregio's: Alto Taquari · Aquidauana · Baixo Pantanal · Bodoquena · Campo Grande · Cassilândia · Dourados · Iguatemi · Nova Andradina · Paranaíba · Três Lagoas